# Hadley (cratera)
Hadley é uma cratera marciana. Tem como característica 119 quilômetros de diâmetro. O seu nome é em homenagem a George Hadley, um advogado e meteorologista inglês.